# コミック弁護基金
コミック弁護基金(Comic Book Legal Defense Fund, CBLDF)とは1986年に漫画の作者、出版社、販売者の修正第一条権利を保護し訴訟費用を支援するために設立されたアメリカ合衆国の非営利組織である。事務局長はチャールズ・ブラウンスタインで2002年より務めている。
CBLDFは業界著名人の支援を受けており、運営陣にはクリス・スタロス、ピーター・デビッド、ニール・ゲイマンがいる。またCBLDFを支援するためにFund Comics、More Fund Comics、Even More Fund Comicsという著名作家による短篇集も販売されていて、加えてブラック・フェニックス・アルケミー・ラブという香水の製品群も収益を直接CBLDFに渡すために販売されている。コメディアンのビル・ヘイダー、漫画家のジェフ・スミス、フランク・ミラーも積極的に支援している。
さらにCBLDFは禁書週間のスポンサーでもあり図書館にグラフィックノベルが所蔵および開架され続けるために支援する活動も行っている。過去に子供の読む権利プロジェクト（Kids Right to Read Project）、アメリカ図書館協会といった団体と提携していて、知的自由擁護事務所の活動にも参加していた。

## 歴史

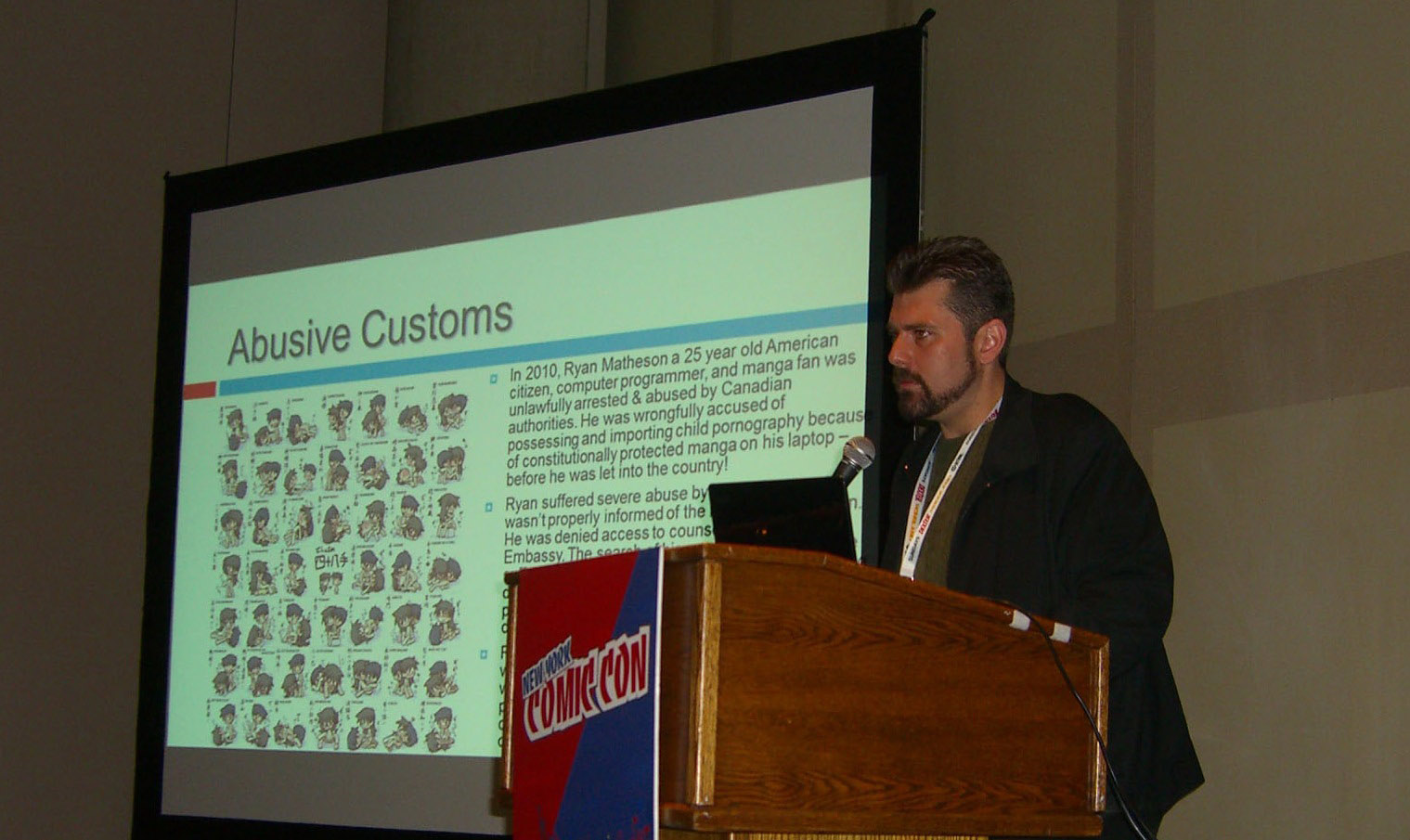
2012年のニューヨーク・コミック・コンで行われたCBLDF事務局長チャールズ・ブラウンスタインによる講演

コミック弁護基金は、漫画販売店「フレンドリー・フランクス」の店主で1986年にわいせつ物頒布等の罪で逮捕されたマイケル・コレアの法的防御費用を捻出するために設立された。わいせつ物と見なされた漫画は『オマハ・ザ・キャット・ダンサー』、『ザ・ボディッシー』（The Bodyssey）、『ウィアードー』、『ビザール・セックス』（Bizarre Sex）だった。キッチン・シンク・プレスは漫画家が寄稿した画集を発売し、売り上げをコレアの法的防御費用に寄付した。修正第一条に関わる裁判を専門とする弁護士のバートン・ジョセフがコレアの弁護を担当し、最終的に有罪判決を覆すことに成功した。デニス・キッチンがコレアの弁護費用の残りを資本金に非営利慈善団体になったCBLDFに正式参加したのは1990年で、バートン・ジョセフが1996年に基金の担当弁護士に就任している。それ以降、基金とバートンは多くの裁判や事件で助言、法的支援を提供している。
また、基金は「バステッド！コミック弁護基金公式ニュースレター」（Busted! : the official newsletter of the Comic Book Legal Defense Fund）
という季刊会報を発行している。
2011年9月29日、CBLDFは現在廃止されたアメリカ合衆国漫画雑誌協会からコミックス倫理規定委員会の許可印に関する知的財産権を買収したと発表、この売却は禁書週間の時に考えられたものだった。CBLDFは許可印を自身を支援を確約するライセンス契約を通して商品に使用することにしている。
2013年にチャールズ・ブラウンスタイン事務局長は日本を訪れ、8月11日にコミックマーケットで講演を行い、日本で漫画表現規制が実現したら世界中に漫画規制が広がってしまうという懸念を示し、アメリカ合衆国でも各州で制定された漫画規制関連の法律によって漫画家が多数失業したことなどを解説した。

## 有名判例
- 1986年: イリノイ州ランシングにある漫画販売店「フレンドリー・フランクス」の店主であるマイケル・コレアがわいせつ物頒布等の罪で起訴され、『オマハ・ザ・キャット・ダンサー』『ヴェロティカ』（Verotika）を含む100冊以上の漫画本が押収された。コレアは一旦有罪判決を受けたものの、逆転無罪となった。基金は訴訟費用の残余を寄付し、それを元にCBLDFが設立された[12]。
- 1991年: 漫画家のポール・マヴリデス（英語版）はコミック・ストリップや漫画本に売上税を課すというカリフォルニア州の決議に抗議し、CBLDFの支援を受けて提訴、コミック・ストリップは書籍、雑誌、新聞（修正第一条の既定に基づく売上税の対象になっていない）と同類のメディアであることを主張した[13]。1997年、カリフォルニア州均等化委員会はマヴリデスに有利な判決を下した[14]。
- 1994年: フロリダ州の地下漫画家であるマイク・ダイアナ（英語版）が自費出版した『ボイルド・エンジェル（英語版）』がわいせつ物に当たるとして有罪判決が下り、3年の保護観察、1248時間の社会奉仕活動、3000ドルの罰金、未成年者に近づくことの禁止、強制的に自費でのジャーナリズム倫理課程と精神鑑定を受けるという刑を受けた。ダイアナは刑に服すためにニューヨークへ移住した後、コミック弁護基金で働くことで社会奉仕活動を満了した[15]。
- 2000年: 漫画家のキーロン・ドワイヤー（英語版）が自身の作品である『ローエスト・コモン・デノミネーター（Lowest Common Denominator）』でスターバックスコーヒーの有名な人魚のロゴのパロディを行ったことで同社から提訴された。裁判官はスターバックスがパロディを訴えることは出来ないとして法廷外で和解を勧告したものの、ドワイヤーはスターバックスのロゴを盗作したロゴを使用してはならないという判決に従うことを余儀なくされた[16]。
- 2002年: テキサス州ダラスの漫画販売店店員であるヘスス・カスティーヨが覆面警察官に成年漫画を売った後、わいせつ物の展示を2回も行ったとして起訴され、有罪判決を受けたカスティーヨ対テキサス州事件（英語版）が起こる。
- 2005年: ジョージア州ロームの漫画販売業者であるゴードン・リー（英語版）が、ハロウィンの日にThe Salon（英語版）から抜粋したわずかなヌードシーンがあるアンソロジー漫画を子どもが手に入れた後に、未成年者にわいせつ物を頒布したとして起訴された。しかし2007年に審理は無効とされ、2008年4月に最終的に訴訟は却下となった[17][18]。
- 2008年: アメリカ合衆国対ハンドリー事件（英語版）。アイオワ州の漫画収集家クリストファー・ハンドリーがわいせつ罪で起訴され、CBLDFがコンサルタントとして被告を支援[19]し、エリック・チェイスが弁護を主導した[20]。